# Чёрная процессия

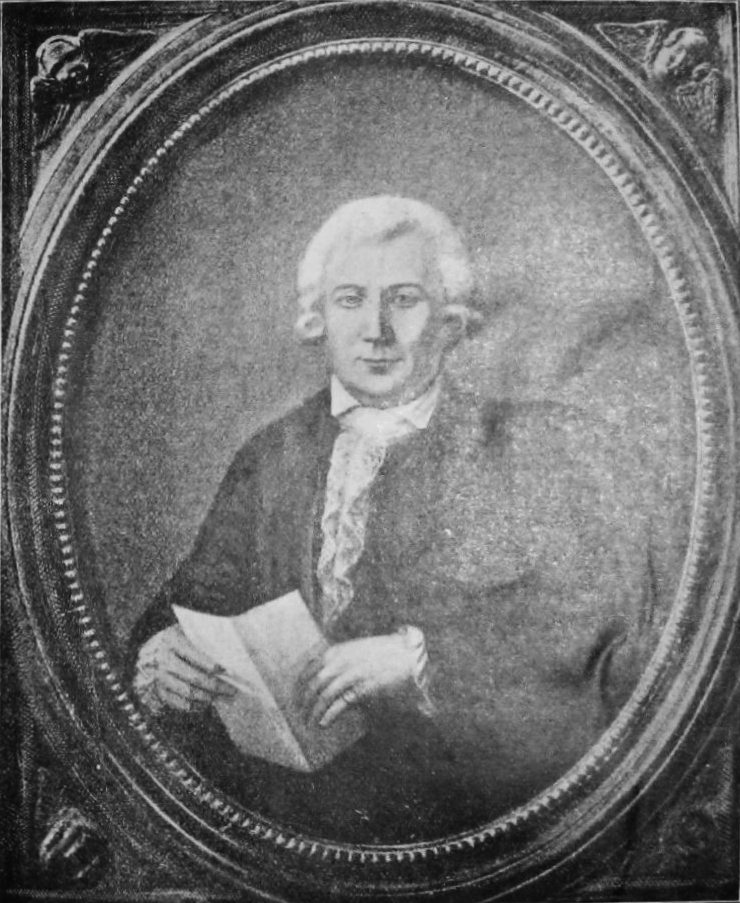
Ян Декерт, градоначальник Варшавы и лидер Чёрной процессии.

Чёрная процессия (пол. Czarna procesja) — демонстрация, проведённая бюргерами в столице Речи Посполитой Варшаве 2 декабря 1789 года во время сессии Четырёхлетнего сейма. Они требовали незамедлительного принятия запоздавших к тому времени реформ.
Процессия в Варшаве, начавшаяся 2 декабря 1789 года была задумана Гуго Коллонтаем и возглавлена Яном Декертом. 294
 представителя 141 городов, находящихся под королевским управлением (miasta królewskie), одетые в чёрное, прошли мирно (маршируя или в экипажах) по улицам Варшавы от ратуши до Королевского дворца (где заседали делегаты Четырёхлетнего сейма) и потребовали аудиенции у короля Станислава Августа Понятовского. Бюргеры требовали те же привилегии, которыми обладала польская знать (шляхта). Их требования включали в себя право покупать и владеть землями, право быть представленными в польском парламенте (Сейм) и городскую реформу. Процессия произвела впечатление на делегатов Сейма, принявших решение о создании Комиссии для городов (Deputacja w sprawie miast).

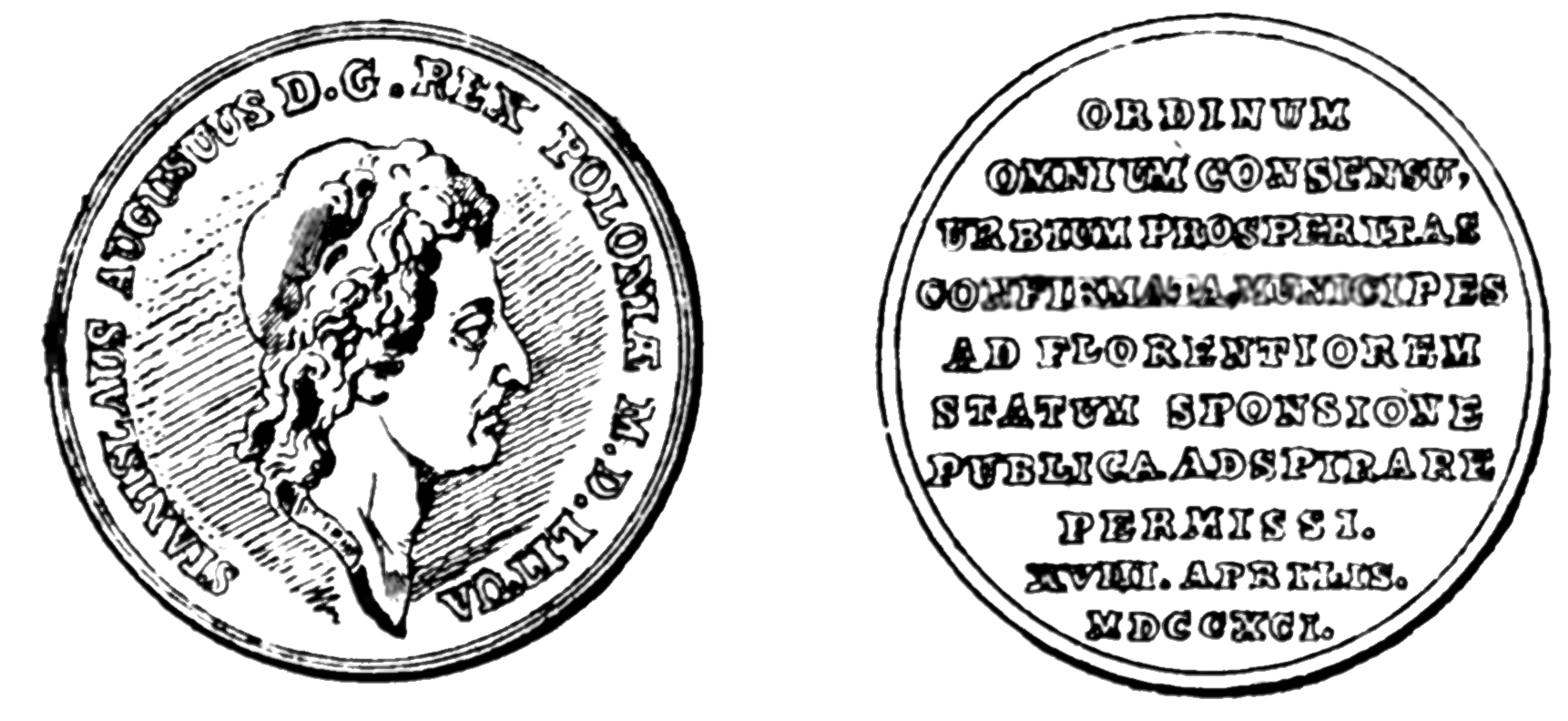
Памятная медаль, посвящённая Закону о городах и о положении мещан 1791 года.

Только представители королевских городов приняли участие в процессии (за исключением Кракова); представители городов под управлением польских магнатов соответственно не приняли.
В конце концов бюргеры добились своего, и Закон о городах и о положении мещан 18 апреля 1791 года стал важным дополнением к Конституции 3 мая 1791 года. Закон гарантировал горожанам личную безопасность, право владеть земельной собственностью, право получать офицерские звания и занимать властные административные должности и вхождение в шляхтенское сословие.